# Sverker Jullander
Sverker Jullander, född 21 maj 1951, är en svensk organist och professor i musikalisk gestaltning.
Jullander innehar Anna Hwass professur i musikalisk gestaltning vid Luleå tekniska universitet. Sedan augusti 2009 är Jullander även ledare för forskarutbildningen vid Konstnärliga fakulteten, Göteborgs universitet.

## Priser och utmärkelser
- 2017 – Ledamot av Kungliga Musikaliska Akademien